# 霊山寺 (大分市)
霊山寺（りょうぜんじ）は、大分県大分市岡川にある天台宗の寺院。山号は飛来山（ひらいざん）。本尊は十一面観音。

## 概要
大分市南部にある霊山（標高610m）の中腹（標高約360m）に位置する。九六位山の円通寺、神角寺山の神角寺とともに豊後の三大寺院と称される。九州西国霊場第八番、百八観音霊場第八十二番。別名、霊山観音。寺院からは大分市内を一望でき、山門周辺の紅葉でも知られる。

## 歴史
708年（和銅元年）に、山麓の稙田荘の豪族が霊夢に従ってこの山中で十一面観音像を発見し、草堂に安置したのが起源とされる。その後、中国から那伽法師が来朝した際に伽藍を建立し、釈迦が説法したインドの霊鷲山（霊山）に山容が似ていたことから、あたかも霊鷲山がこの地に飛んできたようであるとして、飛来山霊山寺と名付けた。これに因んで、山の名前もかつての稙田山から、霊山と呼ばれるようになった。
この寺院には、天台宗の開祖である最澄を始め、空海、円仁等が訪れたとされ、814年（弘仁5年）の最澄による再訪を機に天台宗の寺院となった。1268年（文永5年）には、火災により伽藍を焼失するが、本尊は難を逃れ、大友氏の庇護により復興。1586年（天正14年）に起きた島津氏の豊後侵攻（豊薩合戦）の際に、観音堂を残して再び伽藍を失ったが、越前国から豊後府内藩に移り住んだ松平忠直によって1623年（元和9年）に本堂、山門、鐘楼が再建された。その際に植えられたと伝えられる樹齢400年、樹高35m、幹周4.4mのスギが現存しており、1974年（昭和49年）2月1日に大分市の名木に指定されている。